# Chumani
Chumani est un prénom féminin.

## Sens et origine du prénom
- Prénom féminin d'origine nord-amérindienne[1], du peuple des sioux.
- Prénom qui signifie "goutte de rosée". Le mot vient du lakota et du dakota čhumní, goutte de rosée.

## Prénom de personnes célèbres et fréquence
- Prénom aujourd'hui peu usité aux États-Unis [2].
- Prénom jamais usité en France[3].